# Santo André (Belo Horizonte)
Santo André é um bairro da Região Noroeste de Belo Horizonte.
Foi um dos primeiros bairros fora da área da Avenida do Contorno a surgir na cidade. Situa-se entre as avenidas Carlos Luz, Pedro II, Américo Vespúcio e ruas Serra Negra e Mendes de Oliveira, fazendo divisa com os bairros Nova Esperança, Praça 12, Pedro II, Lagoinha, Bonfim e Caiçara (de acordo com plano da Prefeitura de Belo Horizonte).
O bairro situa-se próximo ao aglomerado Pedreira Prado Lopes fazendo com que, mesmo próximo do Centro da cidade e com várias linhas de ônibus circulando, tenha baixo valor imobiliário em algumas partes residenciais. Os imóveis mais caros se situam próximos da avenida Carlos Luz, quando o bairro faz divisa com o Caiçara. Por causa disso, empreendimentos como Faculdade Newton Paiva, Drogaria Araujo e Globo Minas dizem se situar no bairro Caiçara, mais conhecido, enquanto na verdade, pelo plano da Prefeitura de Belo Horizonte, estão em quadras destinadas ao Santo André.
Principais ruas do bairro: Espinosa, Capitólio, Gurutuba, Mendes de Oliveira, Pedro Lessa, Magnólia e Miosótis.
É atendido pelas linhas de ônibus:
- 9402 - Santo André/Santa Inês (cujo ponto final, na verdade, está entre os bairros Aparecida e Parque Riachuelo).
- 4113 - Bom Jesus/Belvedere
- 4032 - Caiçara/Savassi
- 9404 - São Lucas/Nova Esperança
- 4107 - Alto Caiçara/Serra
- 4201 - Alto Caiçara/Nova Cintra
- 4114 - Bonfim/Centro
- 9403 - Paraíso/Caiçara
- 9402 - Santo André/Santa Inês